# وسام الخليج
وسام الخليج هو وسام حرب الخليج الثانية الذي صدر في عام 1992 وتم توزيعه على ضباط وجنود القوات البريطانية الذين خدموا في الكويت والمملكة العربية السعودية خلال عملية غرانبي (تحرير الكويت) في 1990-1991.
منح الوسام للأفراد الذين قضوا ثلاثين يوم خدمة مستمرة في الشرق الأوسط (في منطقة محددة من العمليات بما في ذلك قبرص) ما بين 2 أغسطس 1990 و7 مارس 1991. منح الوسام لأولئك الذين خدموا في الكويت أثناء الغزو العراقي وبالنسبة لأولئك الذين شاركوا في عمليات تحرير الكويت.
منح الوسام للقوات المسلحة على النحو التالي:
| الخدمة                     | الأوسمة فقط | أوسمة مع مشبك 2 أغسطس 1990 | أوسمة مع مشبك 16 يناير إلى 28 فبراير 1991 | المجموع |
| -------------------------- | ----------- | -------------------------- | ----------------------------------------- | ------- |
| البحرية الملكية            | 2,409       | لا يوجد                    | 3,942                                     | 6,351   |
| مشاة البحرية الملكية       | 130         | لا يوجد                    | 407                                       | 537     |
| الجيش                      | 4,093       | 46                         | 34,692                                    | 38,831  |
| سلاح الجو الملكي البريطاني | 5,673       | 20                         | 8,275                                     | 13,968  |
| المجموع                    | 12,305      | 66                         | 47,316                                    | 59,687  |

قتل نحو 1500 من المدنيين بما في ذلك مواطني أمريكا وأستراليا وبريطانيا وكندا ونيوزيلندا الذين كانوا يعملون في الظهران والرياض حصلوا أيضا على وسام مع مشبك 16 يناير إلى 28 فبراير. أغلبيتهم أفراد بالقوات المسلحة في بلدانهم قد تقاعدوا مؤخرا.

## المشبك
- 2 أغسطس 1990

منح لأعضاء فريق الاتصال الكويتي الذين كانوا في الكويت في هذا التاريخ.
- 16 يناير - 28 فبراير 1991

منح للأفراد الذين قضوا سبعة أيام خدمة مستمرة بين هذه التواريخ في مسرح معين من العمليات. هذا المشبك يدل على الخدمة الفعلية خلال الحرب.